# Gentio do Ouro
Gentio do Ouro is een gemeente in de Braziliaanse deelstaat Bahia. De gemeente telt 11.988 inwoners (schatting 2009).

## Aangrenzende gemeenten
De gemeente grenst aan Ibipeba, Ipupiara, Itaguaçu da Bahia, Uibaí en Xique-Xique.